# تيرينس فلانغن
تيرينس فلانغن (بالإنجليزية: Terence Flanagan)‏ هو سياسي أيرلندي، ولد في 1975 في دبلن في جمهورية أيرلندا.

## مناصب
- في الانتخابات العمومية الأيرلندية 2007 [الإنجليزية]‏، انتخب نائب دييل عن دائرة Dublin North-East (Dáil constituency) [الإنجليزية]‏ وقد انضم خلال فترته النيابية ‏ (14 يونيو 2007 – 1 فبراير 2011) للكتلة البرلمانية فاين جايل.
- انتخب نائب دييل عن دائرة Dublin North-East (Dáil constituency) [الإنجليزية]‏ وقد انضم خلال فترته النيابية [الإنجليزية]‏ (13 مارس 2015 – 3 فبراير 2016) للكتلة البرلمانية Renua [الإنجليزية]‏.
- انتخب نائب دييل عن دائرة Dublin North-East (Dáil constituency) [الإنجليزية]‏ وقد انضم خلال فترته النيابية [الإنجليزية]‏ (2 يوليو 2013 – 13 مارس 2015) للكتلة البرلمانية مستقل.
- في الانتخابات العمومية الأيرلندية 2011 [الإنجليزية]‏، انتخب نائب دييل عن دائرة Dublin North-East (Dáil constituency) [الإنجليزية]‏ وقد انضم خلال فترته النيابية [الإنجليزية]‏ (9 مارس 2011 – 2 يوليو 2013) للكتلة البرلمانية فاين جايل.